# Urotrygon
Az Urotrygon a porcos halak (Chondrichthyes) osztályának sasrájaalakúak (Myliobatiformes) rendjébe, ezen belül az Urotrygonidae családjába tartozó nem.
Családjának a típusneme.

## Tudnivalók
Az Urotrygon porcoshal-nem előfordulási területe a Csendes-óceán keleti felén van, csak két faj, az Urotrygon microphthalmum és az Urotrygon venezuelae található meg az Atlanti-óceán nyugati felén. Ezek a porcos halak fajtól függően 11,8-50 centiméteresek.

## Rendszerezés
A nembe az alábbi 13 élő faj tartozik:
- Urotrygon aspidura (Jordan & Gilbert, 1882)
- Urotrygon caudispinosus Hildebrand, 1946
- Urotrygon chilensis (Günther, 1872)
- Urotrygon cimar López S. & Bussing, 1998
- Urotrygon microphthalmum Delsman, 1941
- Urotrygon munda Gill, 1863 - típusfaj
- Urotrygon nana Miyake & McEachran, 1988
- Urotrygon peruanus Hildebrand, 1946
- Urotrygon reticulata Miyake & McEachran, 1988
- Urotrygon rogersi (Jordan & Starks, 1895)
- Urotrygon serrula Hildebrand, 1946
- Urotrygon simulatrix Miyake & McEachran, 1988
- Urotrygon venezuelae Schultz, 1949